# Побілка гірничих виробок
Побілка гірничих виробок (рос. побелка горных выработок, англ. whiting, white-washing of workings; нім. Weissen n von Grubenbauen) – покриття поверхні гірничих виробок цементно-вапняним розчином для підтримання чистоти, контролю за накопиченням осідаючого пилу і, головне, для попередження вибухів відкладеного вугільного пилу. Останнє досягається шляхом зволоження та скріплення пилу розчином. П.г.в. здійснюється механізованим та ручним способами. 